# Umpam
Umpam is een bestuurslaag in het regentschap Ogan Komering Ulu van de provincie Zuid-Sumatra, Indonesië. Umpam telt 908 inwoners (volkstelling 2010).